# おじか (輸送艦)
おじか（ローマ字：JDS Ojika, LST-4152）は、海上自衛隊の輸送艦。みうら型輸送艦の2番艦。艦名は牡鹿半島に由来する｡

## 艦歴
「おじか」は、第4次防衛力整備計画に基づく昭和48年度計画輸送艦4152号艦として、石川島播磨東京第2工場で1974年6月10日に起工され、1975年9月2日に進水、1976年3月22日に就役し、自衛艦隊直轄第1輸送隊に編入され横須賀に配備された。
1992年、自衛隊カンボジア派遣のためにカンボジア派遣海上輸送補給部隊を編成、人員・車両を積載し1992年9月17日に「みうら」と共に横須賀を出港、途中で補給艦「とわだ」と合流、10月2日にカンボジアのシハヌークヴィル港に入港した。この航海で台風に遭遇し、同行していた宮嶋茂樹が撮影し『週刊文春』に掲載された荒天下を航行する写真が、平成5年度計画で概算要求された8,900トン型輸送艦（後のおおすみ型輸送艦）の予算要求に役立ったという。12月26日に横須賀に帰港。
2001年8月10日、除籍。就役期間中の総航程は38万7,699浬、地球18周分に達した。